# Ernest Sterckx
Ernest Sterckx (Westerlo, 19 novembre 1922 – Lovanio, 3 febbraio 1975) è stato un ciclista su strada e pistard belga, professionista dal 1943 al 1958.
Fu vincitore di tre Omloop Het Volk, una Gand-Wevelgem, una Freccia Vallone e di un Giro del Belgio. Ottenne in totale 151 vittorie, tra strada e pista.

## Carriera
Corridore con doti di finisseur, Sterckx si fece notare già nei dilettanti per la sua abilità nelle corse di un giorno.
Vinse meno di quello che avrebbe potuto, a causa del suo scarso impegno.
Nel corso della sua carriera sviluppò doti di velocista: si poneva al centro della carreggiata e dalla sua progressione spesso nessuno riusciva ad uscire di ruota. Soprattutto, la sua volata era micidiale quando a giocarsi il traguardo erano pochi. Fu in grado di ottenere complessivamente 151 successi, tra cui la Gand-Wevelgem 1946, la Parigi-Bruxelles e la Freccia Vallone 1947, la Omloop Het Volk 1952, 1953 e 1956. Nella classica di apertura della stagione belga, è ancora oggi, assieme a Joseph Bruyère e Peter Van Petegem colui che ne ha vinte di più. Morì a 53 anni a Louvain, colpito da un malore mentre andava a messa.

## Palmarès
- 1944 (Trialoux, una vittoria)

Tour du Limbourg
- 1946 (Alcyon-Dunlop, una vittoria)

Gand-Wevelgem
- 1947 (Alcyon-Dunlop, cinque vittorie)

Freccia Vallone
Parigi-Bruxelles
Bruxelles-Ingooigem
2ª tappa, 1ª semitappa GP Prior
3ª tappa GP Prior
- 1948 (L'Avenir & Alcyon-Dunlop, due vittorie)

Circuit de Belgique centrale
Trois villes sœurs
- 1949 (L'Avenir & Alcyon-Dunlop, due vittorie)

Classifica generale Giro del Belgio
Nokere Koerse
- 1950 (L'Avenir, tre vittorie)

Circuito delle regioni fiamminghe
Circuit de Hesbaye-Condroz
Coupe Sels
- 1951 (L'Avenir & Terrot, due vittorie)

Grand Prix de l'Escaut
Circuit du Limbourg
- 1952 (L'Avenir & Peugeot, tre vittorie)

Omloop Het Volk
Circuit de Hesbaye-Condroz
Circuit de Belgique centrale
- 1953 (L'Avenir & Peugeot, quattro vittorie)

Omloop Het Volk
2ª tappa Giro del Belgio (Mons > Middelkerke)
4ª tappa Giro del Belgio (Verviers > Florenville)
Circuit du Brabant central
- 1955 (L'Avenir, due vittorie)

Tour du Limbourg
Tour d'Hesbaye
- 1956 (L'Avenir, due vittorie)

Omloop Het Volk
2ª tappa À travers la Belgique

## Piazzamenti

### Classiche monumento
- Milano-Sanremo

1949: 8º
- Giro delle Fiandre

1949: 4º
1956: 9º
- Parigi-Roubaix

1949: 12º
1953: 39º
1955: 6º
- Liegi-Bastogne-Liegi

1951: 8º
1952: 21º

### Competizioni mondiali
- Campionati del mondo su strada

Reims 1947 - In linea: ritirato
Valkenburg 1948 - In linea: ritirato